# Villanueva del Trabuco
Villanueva del Trabuco è un comune spagnolo di 5 313 abitanti (2016) situato al nord-est della provincia di Málaga, nella comunità autonoma dell'Andalusia.
Si è integrato nella regione Nord-Orientale di Malaga (Nororma).

## Geografia fisica
Nel territorio comunale sono situate le sorgenti del Guadalhorce.

## Feste e tradizioni
Le feste più importanti sono:
- La "feria chica": i giorni 8, 9 10 giugno.
- La "feria grande": viene da un'antica festa fiera del bestiame, attualmente sparita. Si celebra i giorni 24, 25 e 26 agosto.
- Le feste patronali: in onore della patrona del comune, la Madonna Addolorata. È la festa più importante del comune, sia per la durata sia per l'afflusso di persone. Si è celebrata per sei giorni intorno al 15 settembre, festa della patronessa. Negli ultimi anni si è acquistata una speciale rilevanza "l'Especial Trabuco", che si tratta di una sfilata un cui la maggior parte delle persone vengono in costume.

Anche ci sono alcuni feste minori come la Candelora (1º febbraio), San Marco (25 aprile) e quelle corrispondenti ai santi che sono in eremi nei quartieri del comune come San Isidro, San Antonio, San Giovanni e la Nostra Signora del Pilar.
Tra le tradizioni del luogo si trova "La matanza", letteralmente in italiano "La macellazione" che si svolge nel mese di dicembre, perché il freddo è più favorevole al mantenimiento della carne. La notte precedente è tutto pronto. All'alba si inizia il lavoro quando arrivano i primi uomini, che sono responsabili per la macellazione dei suini e la loro scarnatura. Le donne fanno il resto: speziare la carne per la lavorazione di chorizo, salsiccia, sanguinaccio, lombo, frittura di fegato, costole e altri.